# Saint-Sébastien-sur-Loire
 Saint-Sébastien-sur-Loire  es una comuna y población de Francia, en la región de País del Loira, departamento de Loira Atlántico, en el distrito de Nantes y cantón de Nantes-10. Es la mayor población de su cantón, aunque no la cabecera.
Su población en el censo de 1999 era de 25.223 habitantes. Forma parte de la aglomeración urbana de Nantes.
Está integrada en la Communauté urbaine Nantes Métropole .

## Demografía
| 2 507 | 1 353 | 1 377 | 1 573 | 1 886 | abs. | 1 985 | 2 016 | 1 976 | 2 066 | 2 349 | 2 260 | 2 340 | 2 315 | 2 419 | 2 440 | 2 497 | 2 498 | 2 610 | 2 740 | 3 096 | 3 584 | 4 534 | 5 113 | 6 637 | 8 427 | 11 830 | 14 159 | 17 326 | 17 825 | 22 202 | 25 223 | 24 724 |
| Para los censos de 1962 a 1999 la población legal corresponde a la población sin duplicidades (Fuente: INSEE [Consultar]) |       |       |       |       |      |       |       |       |       |       |       |       |       |       |       |       |       |       |       |       |       |       |       |       |       |        |        |        |        |        |        |        |